# Campionati mondiali di ginnastica ritmica sportiva 1979
I IX Campionati mondiali di ginnastica ritmica sportiva si sono svolti a Londra, nel Regno Unito, dal 4 al 5 luglio 1979.

## Risultati
| Evento                          | Oro                                                                                               | Argento                                                             | Bronzo                                                                 |
| Individuale (clavette)          | Daniela Bošanská Cecoslovacchia / Irina Derjugina Unione Sovietica / Iliana Raeva Bulgaria 19,300 | --                                                                  | --                                                                     |
| Individuale (fune)              | Kristina Gjurova Bulgaria 19,650                                                                  | Elena Tomas Unione Sovietica 19,550                                 | Iveta Havlíčková Cecoslovacchia / Zuzana Záveská Cecoslovacchia 19,450 |
| Individuale (nastro)            | Elena Tomas Unione Sovietica 19,350                                                               | Irina Derjugina Unione Sovietica / Kristina Gjurova Bulgaria 19,300 | --                                                                     |
| Individuale (palla)             | Irina Gabašvili Unione Sovietica 19,450                                                           | Iliana Raeva Bulgaria 19,350                                        | Irina Derjugina Unione Sovietica 19,200                                |
| Individuale (concorso completo) | Irina Derjugina Unione Sovietica 38,500                                                           | Elena Tomas Unione Sovietica 38,450                                 | Irina Gabašvili Unione Sovietica 38,250                                |
| Concorso a squadre              | Unione Sovietica 38,550                                                                           | Cecoslovacchia 38,400                                               | Bulgaria 38,150                                                        |

## Medagliere
| Pos. | Nazione          | Oro | Argento | Bronzo | Totale |
| 1    | Unione Sovietica | 5   | 3       | 2      | 10     |
| 2    | Bulgaria         | 2   | 2       | 1      | 5      |
| 3    | Cecoslovacchia   | 1   | 1       | 2      | 4      |